# 올댓뮤직 (라디오 채널)
올댓뮤직은 MBC의 지상파 DMB 사업자인 MBC DMB와 인터넷 사업자인 iMBC에서 공동 운영하는 24시간 논스톱 음악 전문 지상파 DMB 라디오 채널이며, DMB 수신기로 수신시 표기되는 채널명은 "MBC RADIO"다. 경쟁 논스톱 음악 채널인 SBS V-Radio와 비교했을 때 가요, 영미권 팝 위주의 단조로운 장르 구성을 취하고 있다.

## 역사
2005년 12월 1일 지상파 DMB 방송 최초 개시와 함께 "MY MBC DMB 라디오"라는 채널명으로 개국했고, 초기에는 자체 프로그램과 함께 MBC FM4U와 MBC 표준FM의 프로그램을 재전송하여 방송하다가, 2011년 1월 1일 아침 6시부터 "채널 M"으로 채널명을 변경하면서 24시간 논스톱 음악 프로그램 편성으로 변경했으며, 이후 2013년 9월 2일부터 심야 시간대의 자체 프로그램과 함께 매일 새벽 5시부터 밤 12시까지 MBC FM4U의 프로그램을 재전송하여 방송하다가, 2014년 2월 3일부터 재전송하는 FM 채널을 MBC 표준FM으로 변경하여 방송했으나, 같은 해 11월 17일부터 다시 24시간 논스톱 음악 프로그램 편성으로 변경했고, 초창기에는 DAB 방식으로 전국에서 송출했다가, 2015년 6월 15일부터 DAB에서 V-Radio 방식으로 전환하면서 전국에서의 송출을 중단하고 수도권에서만 송출하며, 이후 2018년 4월 9일부터 "올댓뮤직"으로 채널명을 변경해 오늘에 이르고 있다.

## 방송 프로그램
- 05:00 《음악의 발견》 (17:00 재방송, 03:00 FM4U 본방송)
- 07:00 《K팝 투데이》 (19:00 재방송, 05:00 FM4U 1부 한정 본방송)
- 09:00 《낭만가요》 (21:00 재방송, 01:00 표준FM 본방송)
- 11:00 《꿈의 팝송》 (23:00 재방송)
- 13:00 《가요 1999》 (01:00 재방송, 03:00 표준FM 본방송)
- 15:00 《응답하라 20세기》 (03:00 재방송)

## 수신 가능 지역
- 서울특별시, 인천광역시, 경기도 전 지역, 충청남도 일부, 충청북도 일부 지역, 강원특별자치도 영서 일부 지역이다.

## 같이 보기
- MBC DMB